# Tom McRae

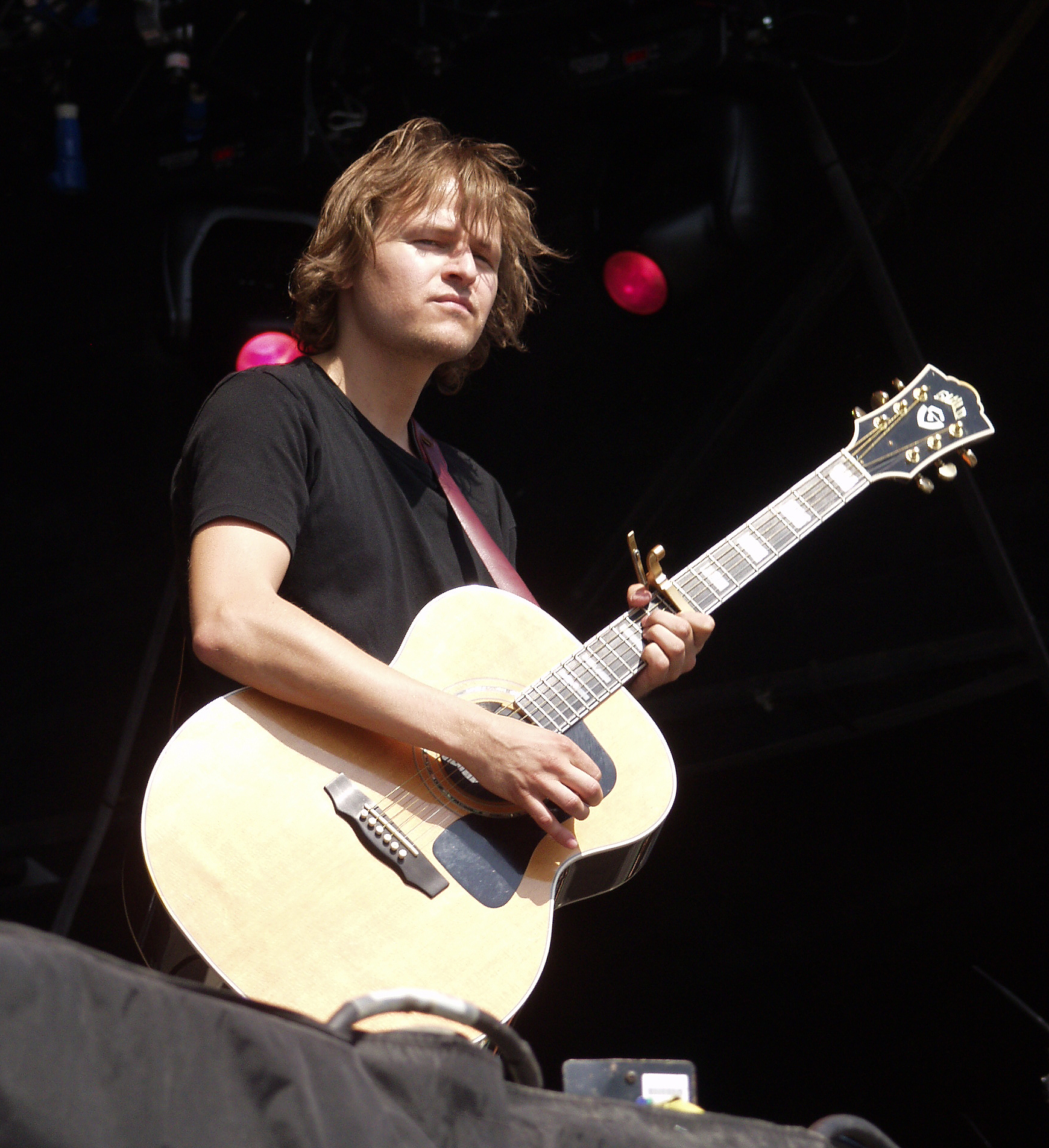
Tom McRae

Jeremy Thomas McRae Blackall (Essex, 19 maart 1969) is een Engelse singer-songwriter.
Tom McRae is bekend om zijn intelligente en gevoelige teksten, zijn meeslepende stem en de energie en warmte die hij tijdens zijn live optredens creëert.
Tom McRae groeide op in Chelmsford, waar zijn vader en moeder werkten als predikanten. Tom zong in het kerkkoor en leende vaak de gitaar van zijn moeder. Aanvankelijk speelde hij vooral muziek van artiesten waar hij naar opkeek zoals Bob Dylan, Paul Simon, Neil Young, Kate Bush en U2. Later begon hij zelf liedjes te schrijven en zijn eigen stijl te ontwikkelen. Op achttienjarige leeftijd begon hij aan zijn studie Politieke Wetenschappen aan de London Guildhall University. Tijdens zijn studie bleef hij zich echter ook muzikaal ontwikkelen en speelde in allerlei bandjes. Uiteindelijk ontmoette hij producent Roger Bechirian, (Elvis Costello, Squeeze, Carlene Carter, The Undertones). Roger Bechirian hielp hem om zijn stem verder te ontwikkelen, wat later resulteerde in een deal met Dave Bates van db Records, (db/BMG records).
Na zijn studie, besloot hij om voluit voor een muziekcarrière te gaan. In 2000 kwam zijn zelfgetitelde debuutalbum uit. Dit debuut van de jonge singer-songwriter ging niet onopgemerkt voorbij. Hij werd genomineerd voor de Mercury Prize en voor een Brit Award. Hij wordt door muziekcritici weleens vergeleken met Nick Drake. In die tijd begon Tom samen te werken met Oliver ("Oli") Kraus (Cello) en in 2003 werd Olli Cunningham (keyboard) ook toegevoegd aan het gezelschap. Just Like Blood, het tweede album, kwam in 2003 uit. Dit album werd geproduceerd door Ben Hillier. In 2004 werd Tom genomineerd voor een GRAMMY Award. Hierna verhuisde hij naar Californië, waar hij zijn derde album, All Maps Welcome, schreef en opnam. Hij heeft een aantal jaren in de VS gewoond, maar sinds kort is hij weer naar de UK verhuisd. In 2005 speelde hij nog op Rock Werchter en voor een uitverkochte AB. McRae's vierde album, King of Cards, opgenomen in Suffolk kwam uit in 2007. In 2008 verscheen het eerste live-album getiteld 'Live 2007'. McRae had tijdens deze tour niet de beschikking over een volledige band. Alleen Oliver Kraus en Olli Cunningham vergezellen hem. Het album wordt in eigen beheer uitgegeven en is alleen verkrijgbaar via McRae's website.

## Discografie
- Tom McRae (2000)
- Just Like Blood (2003)
- All Maps Welcome (2005)
- King Of Cards (2007)
- Live 2007 (2008)
- The Alphabet Of Hurricanes (2010)
- From the Lowlands (2012)
- Did I Sleep and Miss the Border (2015)

## Bandleden
- Ash Soan: Drums
- Olli Cunningham: Piano
- Oli Kraus: Cello
- Becky Doe: Viool